# Malik I
Malik-Șah I, (cunoscut sub numele de Jalāl al-Dawla Mu'izz al-Dunyā Wa'l-Din Abu'l-Fatḥ ibn Alp Arslān), (n. 1055, Isfahan, Iran – d. 19 noiembrie 1092, Bagdad, Califatul Abbasid) a fost sultanul Imperiului Selgiuc din 1072 până în 1092.
În timpul tinereții, el și-a petrecut timpul participând la campaniile tatălui său, Alp Arslan, alături de vizirul Nizam al-Mulk. În timpul unei astfel de campanii, în 1072, Alp Arslan a fost rănit mortal și a murit câteva zile mai târziu. După aceea, Malik-Șah a fost încoronat ca noul sultan al imperiului, cu toate acestea, Malik nu a obținut tronul în mod pașnic și a trebuit să se lupte contra unchiului său Kavurt⁠(en)[traduceți], care a revendicat tronul. Deși Malik-Șah a fost șeful nominal al statului selgiuc, vizierul Nizam al-Mulk a deținut aproape puterea absolută în timpul domniei sale, în timp ce Malik-Șah și-a petrecut restul domniei sale ducând războaie împotriva Karahanizilor în est și stabilind ordine în Caucaz.
Decesul sultanului rămâne până în ziua de zi neelucidată; potrivit unor învățați, ar fi fost otrăvit de un calif, în timp ce alții spun că ar fi fost otrăvit de susținătorii lui Nizam al-Mulk.